# Соримати, Ясухару
Ясухару Соримати (яп. 反町 康治 Соримати Ясухару, род. 8 марта 1964, Сайтама) — японский футболист, тренер.

## Карьера
На протяжении своей футбольной карьеры выступал за клубы «Иокогама Флюгельс» и «Бельмаре Хирацука».

## Национальная сборная
С 1990 по 1991 год сыграл за национальную сборную Японии 4 матча.

## Статистика за сборную
| Сборная Японии | Сборная Японии | Сборная Японии |
| Год            | Матчи          | Голы           |
| -------------- | -------------- | -------------- |
| 1990           | 2              | 0              |
| 1991           | 2              | 0              |
| Итого          | 4              | 0              |

## Достижения
- Кубок Императора: 1993, 1994